# Gillian Jacobs
Gillian McLaren Jacobs, född 19 oktober 1982 i Pittsburgh i Pennsylvania, är en amerikansk skådespelerska.
Hon är bland annat känd för sin roll som Britta Perry i TV-serien Community och Mickey Dobbs i TV-serien Love.
Jacobs har studerat drama vid Juilliard School och tog examen 2004.

## Filmografi i urval
- 2008 – Choke
- 2008 – Fringe (TV-serie) (ett avsnitt)
- 2009 – The Box
- 2009 – Law & Order: Criminal Intent (TV-serie) (ett avsnitt)
- 2009 – The Good Wife (TV-serie) (ett avsnitt)
- 2009–2015 – Community (TV-serie)
- 2012 – Seeking a Friend for the End of the World
- 2013 – The Incredible Burt Wonderstone
- 2014 – Walk of Shame
- 2014 – Hot Tub Machine 2
- 2015 – Girls (TV-serie)
- 2016 – Love (TV-serie)
- 2020 – Magic Camp
- 2021 – Fear Street – Part 1: 1994
- 2021 – Fear Street – Part 2: 1978
- 2021 – Fear Street – Part 3: 1666
- 2022 – Natt på museet: Kahmunrahs återkomst (röstroll)
- 2023 – Transatlantic (TV-serie)